# Diocesi di Penonomé
La diocesi di Penonomé (in latino Dioecesis Poenonomensis) è una sede della Chiesa cattolica a Panama suffraganea dell'arcidiocesi di Panama. Nel 2023 contava 239.000 battezzati su 294.780 abitanti. È retta dal vescovo Edgardo Cedeño Muñoz, S.V.D.

## Territorio
La diocesi comprende la provincia panamense di Coclé.
Sede vescovile è la città di Penonomé, dove si trova la cattedrale di San Giovanni Battista.
Il territorio è suddiviso in 11 parrocchie.

## Storia
La diocesi è stata eretta il 18 dicembre 1993 con la bolla Quo aptius di papa Giovanni Paolo II, ricavandone il territorio dall'arcidiocesi di Panama.

## Cronotassi dei vescovi
Si omettono i periodi di sede vacante non superiori ai 2 anni o non storicamente accertati.
- Uriah Adolphus Ashley Maclean † (18 dicembre 1993 - 25 giugno 2015 nominato vescovo ausiliare di Panama[1])
- Edgardo Cedeño Muñoz, S.V.D., dal 15 ottobre 2015

## Statistiche
La diocesi nel 2023 su una popolazione di 294.780 persone contava 239.000 battezzati, corrispondenti all'81,1% del totale.
| anno | popolazione | popolazione | popolazione | presbiteri | presbiteri | presbiteri | presbiteri                | diaconi | religiosi | religiosi | parrocchie |
| anno | battezzati  | totale      | %           | numero     | secolari   | regolari   | battezzati per presbitero | diaconi | uomini    | donne     | parrocchie |
| ---- | ----------- | ----------- | ----------- | ---------- | ---------- | ---------- | ------------------------- | ------- | --------- | --------- | ---------- |
| 1999 | 166.285     | 195.879     | 84,9        | 25         | 14         | 11         | 6.651                     |         | 13        | 18        | 8          |
| 2000 | 168.285     | 197.879     | 85,0        | 16         | 14         | 2          | 10.517                    |         | 10        | 13        | 8          |
| 2002 | 174.111     | 204.551     | 85,1        | 15         | 13         | 2          | 11.607                    |         | 4         | 17        | 8          |
| 2003 | 178.600     | 204.551     | 87,3        | 17         | 14         | 3          | 10.505                    |         | 6         | 19        | 8          |
| 2013 | 193.000     | 255.000     | 75,7        | 24         | 17         | 7          | 8.041                     |         | 7         | 24        | 8          |
| 2016 | 217.000     | 267.000     | 81,3        | 35         | 18         | 17         | 6.200                     |         | 29        | 25        | 8          |
| 2019 | 226.200     | 279.000     | 81,1        | 24         | 17         | 7          | 9.425                     |         | 9         | 26        | 10         |
| 2021 | 232.440     | 286.680     | 81,1        | 24         | 17         | 7          | 9.685                     |         | 9         | 26        | 10         |
| 2023 | 239.000     | 294.780     | 81,1        | 22         | 15         | 7          | 10.863                    |         | 9         | 12        | 11         |